# Loke (Nova Gorica)
Loke (in italiano in passato Locca o Locche) è un insediamento disperso della Slovenia, frazione del comune di Nova Gorica.
La località, che si trova a 168 metri s.l.m. e a 5 chilometri dal confine italiano, è situata ai piedi del Monte San Daniele.
All'estremità est del paese si trova la sorgente del torrente Lijak, affluente di destra del fiume Vipacco.
Nel paese la chiesa è dedicata a Santa Maddalena (Sv. Magdalena).

## Storia
Durante il dominio asburgico Locca fu frazione (Enclave) del comune catastale di Cromberg (Kronberg, oggi noto in italiano come Moncorona). In seguito Cronberg e Locca (Loke) vennero aggregati al comune di Salcano (Solkan). La località faceva parte dapprima della Contea di Gorizia e Gradisca e in seguito del Litorale austriaco.
Nel 1920, in seguito alla prima guerra mondiale e al Trattato di Rapallo, l'intera area venne annessa al Regno d'Italia. La località, ridenominata Locche, continuò a far parte del comune di Salcano, venendo inquadrata nella provincia del Friuli. Nel 1928 il comune di Salcano venne soppresso e aggregato al comune di Gorizia.
Nel 1947, in seguito alla seconda guerra mondiale e al Trattato di Parigi, Loke fece parte del territorio ceduto alla Jugoslavia. Dal 1991 è parte della Repubblica di Slovenia.

## Alture principali
Monte San Daniele (Štanjel), 554 m.

## Corsi d'acqua
Torrente Lijak.